# Reginald de Windt
Reginald de Windt (né le 30 novembre 1983) est un judoka de Curaçao qui a participé aux Jeux olympiques d'été de 2012 comme l'un des quatre athlètes olympiques indépendants .

## Biographie
De Windt a grandi à Curaçao; son surnom "Juny" est un dérivé de "Junior", il a ajouté ce surnom à son nom car le prénom de son père est aussi Reginald. Il s'est intéressé au judo par l'intermédiaire de son oncle, Efigenio Braafhart, un judoka qui est devenu son entraîneur. Il a obtenu un diplôme technique et travaille en tant que programmeur.
De Windt est qualifié en 2012 aux Championnats panaméricains de judo a Montréal Et pour les moins de 81 kg hommes en Judo aux Jeux olympiques d'été de 2012, où il a perdu au 1er tour face à Ivan Nifontov de la Russie.